# Žarometi 2016
I. podelitev medijskih nagrad žarometi – za leto 2016 – je potekala 26. februarja 2017 na ljubljanskem Gospodarskem razstavišču. Prireditev je neposredno prenašala Televizija Slovenija. Vodili so jo Klemen Janežič, Ajda Smrekar, Ana Maria Mitič in Miha Brajnik. Slednji je bil tudi avtor scenarija, režiser pa je bil Nejc Levstik. Organizatorja sta bila Media24 in Revija Vklop.

## Žirija
O zmagovalcih posameznih kategorij je odločala 24-članska »zvezdniška« žirija.
- Helena Blagne
- Ljerka Belak
- Nina Osenar
- Ivana Šundov
- Saša Einsiedler
- Ana Klašnja

- Vika Potočnik
- Urška Alič
- Simona Dakič Nemanič
- Jure Longyka
- Luka Marčetič
- Jonas Žnidaršič

- Simon Kardum
- Damjan Damjanovič
- Jože Potrebuješ
- Igor Ribič
- Stane Jerko
- Rok Terkaj

- Boris Cavazza
- Mirko Štular
- Gojmir Lešnjak - Gojc
- Andrej Stare
- Jean Frbežar
- Matjaž Javšnik

## Nominiranci in zmagovalci
V vsaki kategoriji (razen družbeno odgovorni projekt in medijska legenda) so 3 nominirance izbrali bralci, tri pa je predlagalo uredništvo revije Vklop.
| Pesem leta | Glas leta |
| --- | --- |
| - To mi je všeč (Nina Pušlar) - Pesem (Manca Špik in Kvatropirci) - Srce za srce (Alya) - Všeč tko k je (Nipke) - Nabiralka zvezd (Tabu) - Stari komadi (Vlado Kreslin)                                                       | - Jan Plestenjak - Nina Pušlar - Alya - Manca Špik - Prismojeni profesorji bluesa - Ditka |
| Zabavna TV-oddaja leta | Tekmovalna TV-oddaja leta |
| - Vse je mogoče (TVS) - Slovenija ima talent (Pop TV) - Slovenski pozdrav (TVS) - Ta teden z Juretom Godlerjem (Planet TV) - Znan obraz ima svoj glas (Pop TV) - Dan najlepših sanj (Pop TV)                                  | - MasterChef (Pop TV) - Slovenija ima talent (Pop TV) - Kmetija: Nov začetek (Planet TV) - Vem (TVS) - Taksi (TVS) - Male sive celice (TVS)                                                                         |
| Voditelj/ica informativne oddaje leta | Gostitelj/ica razvedrilne TV-oddaje leta |
| - Slavko Bobovnik (Odmevi) - Uroš Slak (24 ur zvečer) - Darja Zgonc (24 ur) - Jelena Aščić (Tednik) - Rosvita Pesek (Odmevi) - Jerca Zajc Šušteršič (Planet Danes)                                                            | - Denis Avdić (Znan obraz ima svoj glas) - Peter Poles (Dan najlepših sanj) - Bojan Emeršič (Vse je mogoče) - Bernarda Žarn (Vikend paket) - Vid Valič (Slovenija ima talent) - Jože Robežnik (Vikend paket, Taksi) |
| Igralec leta | Igralka leta |
| - Domen Valič - Primož Forte - Klemen Janežič - Goran Hrvaćanin - Jernej Šugman - Lotos Vincenc Šparovec | - Katarina Čas - Nina Ivanič - Ajda Smrekar - Saša Pavlin Stošić - Pia Zemljič - Ylenia Mahnič |
| Nabrušen TV-jezik leta | Filmska zgodba leta |
| - Jure Godler (Ta teden z Juretom Godlerjem) - Lado Bizovičar (Slovenija ima talent) - Denis Avdić (Znan obraz ima svoj glas) - Vesna Milek (Od blizu) - Marcel Štefančič (Studio City) - Jože Robežnik (Vikend paket, Taksi) | - Pr' Hostar - Houston, imamo problem - Pod gladino - Nika - Pojdi z mano - Nočno življenje |
| Družbeno odgovorni projekt | Medijska legenda |
| Marko Soršak - Soki za projekt 20 za 20 | Demeter Bitenc |

## Podeljevalci
| Žaromet                                  | Podeljevalci                                   |
| ---------------------------------------- | ---------------------------------------------- |
| zabavna TV-oddaja leta                   | Alma Rekić, Katarina Mala in Jan Bučar         |
| pesem leta                               | Domen Valič in Robert Goter                    |
| igralec leta                             | Nina Osenar                                    |
| voditelj/ica informativne oddaje leta    | Boštjan Nipič - Nipke in Alfi Nipič            |
| glas leta                                | Ljerka Bizilj in Branko Čakarmiš               |
| nabrušen TV-jezik leta                   | Rosvita Pesek in Petra Krčmar                  |
| tekmovalna TV-oddaja leta                | Sanja Modrič in Sani Bečirović                 |
| igralka leta                             | Tomi Meglič in Tara Zupančič                   |
| gostitelj/ica razvedrilne TV-oddaje leta | Klemen Klemen, Klemen Bunderla in Klemen Bučar |
| družbeno odgovorni projekt               | Marjana Vovk                                   |
| filmska zgodba leta                      | Helena Blagne in Ivana Šundov                  |
| medijska legenda                         | Borut Pahor                                    |

## Glasbene točke
- Željko Božič & Kazina feat. Klemen Janežič (otvoritvena točka)
- Isaac Palma in Jan Plestenjak − Iz zadnje vrste
- Omar Naber − On My Way
- Trkaj & Nipke feat. Artefex − Vsi smo na istem
- Sabina Cvilak & Rok Golob feat. Perpetuum Jazzile – Song of Four Colours